# Peponium racemosum
Peponium racemosum är en gurkväxtart som beskrevs av Keraudr. Peponium racemosum ingår i släktet Peponium och familjen gurkväxter. Inga underarter finns listade i Catalogue of Life.